# Tossa Pelada
La Tossa Pelada és el cim de la Serra de Port del Comte que està situat més al nord. Els seus 2.379 m d'altitud el converteixen en el segon cim més alt de la serralada i, a la vegada, del Solsonès.
Talment com passa amb la resta de cims d'aquesta serralada, no és un pic que destaqui de manera notòria sinó que apareix com una més de les suaus ondulacions que formen la carena de la serra. Tant és així que la superfície que supera els 2.370 m d'altitud és de 0,8 ha.
La seva carena fa de partió entre els termes municipals de La Coma i la Pedra i La Vansa i Fórnols.
Al cim podem trobar-hi un vèrtex geodèsic (referència 274087001)
A la seva rodalia es troben els següents accidents geogràfics:
- A 1.500 m de distància en direcció est, el Tossal d'Estivella.
- A 666 m de distància cap al sud, el pic de major altitud de la serra: el Pedró dels Quatre Batlles.
- Al seu vessant nord, l'estació d'esquí nòrdic Tuixent-La Vansa.